# UFC 306
UFC 306: O'Malley vs. Dvalishvili (también conocido como Riyadh Season Noche UFC y simplemente Noche UFC 2) fue un evento de artes marciales mixtas producido por Ultimate Fighting Championship que se llevó a cabo el 14 de septiembre de 2024 en Sphere en Paradise, Nevada, parte del Área Metropolitana de Las Vegas, Estados Unidos.

## Antecedentes

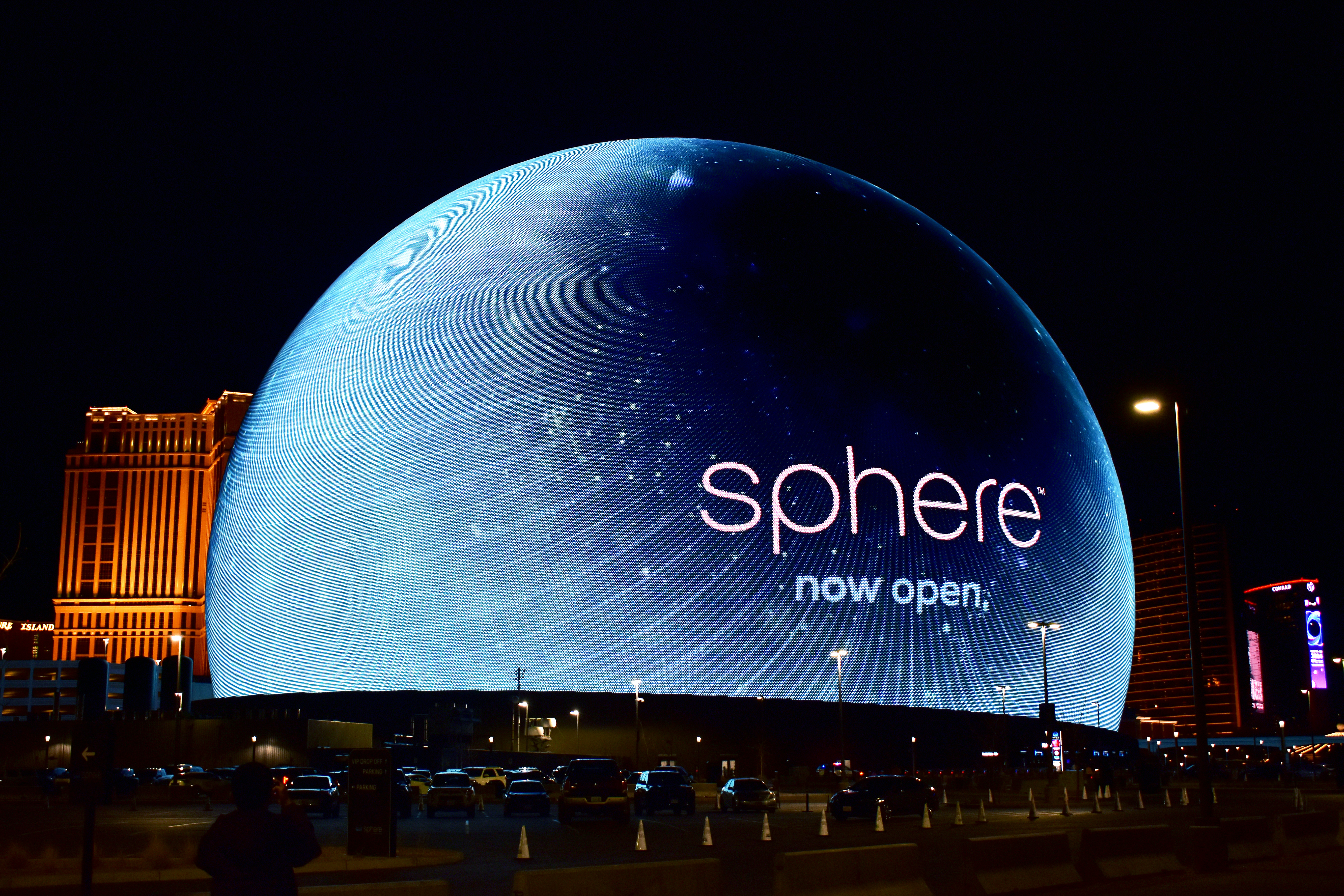
Después de albergar más de 200 eventos en Las Vegas, este será el debut de la promoción en el Sphere, que se inauguró en septiembre de 2023.

Este evento marcó la segunda edición de «Noche UFC» que celebra el día de la independencia de México después de haber celebrado UFC Fight Night: Grasso vs. Shevchenko 2 el año anterior. También fue la primera vez que UFC permita que un patrocinador tenga el estatus de socio principal, rebautizando oficialmente UFC 306 como «Riyadh Season Noche UFC».
Una pelea por el Campeonato Mundial de Peso Gallo de UFC entre el actual campeón Sean O'Malley y Merab Dvalishvili está programada para encabezar el evento.
Una pelea por el Campeonato Mundial de Peso Mosca Femenino de UFC entre el actual campeón Alexa Grasso y la ex-campeona Valentina Shevchenko está programada para llevarse a cabo en el evento. El par se enfrentó por primera vez en marzo de 2023, en UFC 285, donde Grasso ganó el título por sumisión en el cuarto asalto. Su segunda pelea se llevó a cabo en septiembre de 2023, en UFC Fight Night 227, que terminó en un empate dividido. El par previamente hizo de coaches en The Ultimate Fighter: Team Grasso vs. Team Shevchenko en contra de cada una.
Una pelea de peso pluma entre el ex-retador titular Brian Ortega y Diego Lopes está programada para llevarse a cabo en el evento. El par estaba previamente programado para enfrentarse en UFC 303, pero Ortega se retiró sólo horas antes del evento por una enfermedad.
Una pelea de peso mediano entre el ex-campeón de peso mediano de LFA Anthony Hernandez y Michel Pereira estaba programada para el evento. Sin embargo, la pelea fue trasladada al UFC Fight Night 245 para servir como evento principal.
Para este evento estaba prevista una pelea de peso mosca entre Edgar Chairez y Kevin Borjas. Sin embargo, Borjas se retiró de la pelea por razones desconocidas y fue reemplazado por Joshua Van.

## Resultados
1. ↑  Por el Campeonato Mundial de Peso Gallo de UFC.
2. ↑  Por el Campeonato Mundial de Peso Mosca Femenino de UFC.

## Bonificaciones
Los siguientes peleadores recibieron bonos de $50.000.
- Pelea de la Noche: Daniel Zellhuber vs. Esteban Ribovics
- Actuación de la Noche: Ignacio Bahamondes y Ketlen Souza